# Eleanor Audley
Eleanor Audley, pseudonimo di Eleanor Zellman (New York, 19 novembre 1905 – North Hollywood, 25 novembre 1991), è stata un'attrice e doppiatrice statunitense.

## Biografia
Fu la voce della strega Malefica in La bella addormentata nel bosco, di Lady Tremaine, la malvagia matrigna di Cenerentola, e di Madame Leota nell'attrazione Haunted Mansion a Disneyland. 
Morì il 25 novembre 1991 a 86 anni a causa di problemi respiratori; riposa nel Mount Sinai Memorial Park Cemetery di Los Angeles, California.

## Filmografia parziale

### Attrice
- Uomo bianco, tu vivrai! (No Way Out), regia di Joseph L. Mankiewicz (1950)
- Pretty Baby, regia di Bretaigne Windust (1950)
- Tre segreti (Three Secrets), regia di Robert Wise (1950)
- I ragni della metropoli (Gambling House), regia di Ted Tetzlaff (1950)
- Starlift, regia di Roy Del Ruth (1951)
- Il principe degli attori (Prince of Players), regia di Philip Dunne (1955)
- Carovana verso il sud (Untamed), regia di Henry King (1955)
- Cella 2455. Braccio della morte (Cell 2455 Death Row), regia di Fred F. Sears (1955)
- Secondo amore (All That Heaven Allows), regia di Douglas Sirk (1955)
- Il tigrotto (The Toy Tiger), regia di Jerry Hopper (1956)
- L'uomo nell'ombra (The Unguarded Moment), regia di Harry Keller (1956)
- Piena di vita (Full of Life), regia di Richard Quine (1956)
- Fiamme sulla grande foresta (Spoilers of the Forest), regia di Joseph Kane (1957)
- Un solo grande amore (Jeanne Eagels), regia di George Sidney (1957)
- Gli evasi del terrore (Voice in the Mirror), regia di Harry Keller (1958)
- Pietà per la carne (Home Before Dark), regia di Mervyn LeRoy (1958)
- Scandalo al sole (A Summer Place), regia di Delmer Daves (1959)
- Sono un agente FBI (The FBI Story), regia di Mervyn LeRoy (1959)
- Il piacere della sua compagnia (The Pleasure of His Company), regia di George Seaton (1961)
- Lo sceriffo in gonnella (The Second Time Around), regia di Vincent Sherman (1961)
- Letti separati (The Wheeler Dealers), regia di Arthur Hiller (1963)
- Voglio essere amata in un letto d'ottone (The Unsinkable Molly Brown), regia di Charles Walters (1964)
- Lezioni d'amore alla svedese (I'll Take Sweden), regia di Frederick de Cordova (1965)
- L'incredibile furto di Mr. Girasole (Never a Dull Moment), regia di Jerry Paris (1968)
- Jerryssimo! (Hook, Line & Sinker), regia di George Marshall (1969)

#### Televisione
- Celebrity Playhouse – serie TV, episodio 1x04 (1955)
- The 20th Century-Fox Hour – serie TV, episodi 1x12-1x14-1x17 (1956)
- Screen Directors Playhouse – serie TV, episodio 1x32 (1956)
- Crusader – serie TV, episodio 2x12 (1956)
- The Gray Ghost – serie TV, episodio 1x13 (1957)
- Crossroads – serie TV, episodio 2x32 (1957)
- How to Marry a Millionaire – serie TV, episodio 1x11 (1957)
- General Electric Theater – serie TV, episodio 8x11 (1959)
- Peter Gunn – serie TV, episodio 2x31 (1960)
- Waldo, regia di Arthur Hilton – film TV (1960)
- Michael Shayne – serie TV episodio 1x01 (1960)
- Have Gun - Will Travel – serie TV, 3 episodi (1960-1963)
- The Best of the Post – serie TV, episodio 1x23 (1961)
- Pete and Gladys – serie TV, episodi 1x36-2x31 (1961-1962)
- I detectives (The Detectives) – serie TV, episodio 3x30 (1962)
- The Beverly Hillbillies – serie TV, 3 episodi (1962-1964)
- The Dick Powell Show – serie TV, episodio 2x30 (1963)
- Il ragazzo di Hong Kong (Kentucky Jones) – serie TV, episodio 1x26 (1965)
- La grande vallata (The Big Valley) – serie TV, episodio 1x14 (1965)
- Honey West – serie TV, episodio 1x27 (1966)
- I Pruitts (The Pruitts of Southampton) – serie TV, episodio 1x14 (1966)
- Io e i miei tre figli (My Three Sons) – serie TV, 9 episodi (1969-1970)

### Doppiatrice
- Cenerentola (Cinderella), regia di Clyde Geronimi, Hamilton Luske e  Wilfred Jackson (1950)
- La bella addormentata nel bosco (Sleeping Beauty), regia di Clyde Geronimi (1959)

## Doppiatrici italiane
- Wanda Tettoni in Sono un agente FBI, Il piacere della sua compagnia, Letti separati
- Mimosa Favi in Secondo amore

Da doppiatrice è sostituita da:
- Tina Lattanzi in Cenerentola (ed. 1950), La bella addormentata nel bosco
- Franca Dominici in Cenerentola (ed. 1967)